# Инносент, Бонке
Бонке Инносент (англ. Bonke Innocent; род. 20 января 1996, Кадуна) — нигерийский футболист, полузащитник французского «Лорьян» и национальной сборной Нигерии.

## Клубная карьера
На родине выступал за «Буджок Спорт». В августе 2014 года перебрался в норвежский «Лиллестрём», подписав с клубом контракт на три с половиной года после нескольких месяцев тренировок с командой. Впервые попал в заявку 14 августа на четвертьфинальный матч Кубка Норвегии с «Сарпсборгом», но на поле не появился. 2 ноября в матче предпоследнего тура с «Будё-Глимтом» дебютировал в чемпионате Норвегии, появившись на поле на 86-й минуте вместо Мариуса Лундему.
2 августа 2017 года перешёл в шведский «Мальмё», заключив с клубом соглашение, рассчитанное на четыре с половиной года. 25 сентября дебютировал в чемпионате Швеции в матче с «Эльфсборгом», заменив в середине второго тайма Оскара Левицки.

## Карьера в сборной
В августе 2021 года впервые получил вызов в национальную сборную Нигерии на отборочные матчи чемпионата мира со сборными Либерии и Кабо-Верде. 7 сентября дебютировал в её составе в игре с каповердианцами, появившись на поле в стартовом составе.

## Достижения
Мальмё
- Чемпион Швеции (2): 2017, 2020
- Серебряный призёр чемпионата Швеции: 2019
- Финалист Кубка Швеции (2): 2017/18, 2019/20

## Клубная статистика
| Выступление      | Выступление      | Выступление      | Лига | Лига | Кубки | Кубки | Конт. кубки | Конт. кубки | Итого | Итого |
| Клуб             | Лига             | Сезон            | Игры | Голы | Игры  | Голы  | Игры        | Голы        | Игры  | Голы  |
| ---------------- | ---------------- | ---------------- | ---- | ---- | ----- | ----- | ----------- | ----------- | ----- | ----- |
| Лиллестрём       | Элитсерия        | 2014             | 1    | 0    | 0     | 0     | 0           | 0           | 1     | 0     |
| Лиллестрём       | Элитсерия        | 2015             | 20   | 0    | 1     | 0     | 0           | 0           | 21    | 0     |
| Лиллестрём       | Элитсерия        | 2016             | 24   | 0    | 1     | 0     | 0           | 0           | 25    | 0     |
| Лиллестрём       | Элитсерия        | 2017             | 9    | 0    | 1     | 1     | 0           | 0           | 10    | 1     |
| Лиллестрём       | Итого            | Итого            | 54   | 0    | 3     | 1     | 0           | 0           | 57    | 1     |
| Хеккен           | Алльсвенскан     | 2017             | 2    | 0    | 0     | 0     | 0           | 0           | 2     | 0     |
| Хеккен           | Алльсвенскан     | 2018             | 15   | 0    | 1     | 0     | 5           | 0           | 21    | 0     |
| Хеккен           | Алльсвенскан     | 2019             | 11   | 0    | 1     | 0     | 8           | 0           | 20    | 0     |
| Хеккен           | Алльсвенскан     | 2020             | 16   | 0    | 2     | 0     | 1           | 0           | 19    | 0     |
| Хеккен           | Алльсвенскан     | 2021             | 16   | 0    | 1     | 0     | 11          | 0           | 28    | 0     |
| Хеккен           | Итого            | Итого            | 60   | 0    | 5     | 0     | 25          | 0           | 90    | 0     |
| Всего за карьеру | Всего за карьеру | Всего за карьеру | 114  | 0    | 8     | 1     | 25          | 0           | 147   | 1     |

## Статистика в сборной
| Матчи и голы Бонке Инносента за национальную сборную Нигерии | Матчи и голы Бонке Инносента за национальную сборную Нигерии | Матчи и голы Бонке Инносента за национальную сборную Нигерии | Матчи и голы Бонке Инносента за национальную сборную Нигерии | Матчи и голы Бонке Инносента за национальную сборную Нигерии | Матчи и голы Бонке Инносента за национальную сборную Нигерии |
| №                                                            | Дата                                                         | Оппонент                                                     | Счёт                                                         | Голы                                                         | Соревнование                                                 |
| ------------------------------------------------------------ | ------------------------------------------------------------ | ------------------------------------------------------------ | ------------------------------------------------------------ | ------------------------------------------------------------ | ------------------------------------------------------------ |
| 1                                                            | 7 сентября 2021                                              | Кабо-Верде                                                   | 2:1                                                          | 0                                                            | Отборочные матчи чемпионата мира 2022                        |
| 2                                                            | 10 октября 2021                                              | ЦАР                                                          | 2:0                                                          | 0                                                            | Отборочные матчи чемпионата мира 2022                        |

Итого:2 матча и 0 голов; 2 победы, 0 ничьих, 0 поражений.